# Chiromantis xerampelina
Chiromantis xerampelina es una especie de ranas de la familia Rhacophoridae.
Habita en Angola, Botsuana, Kenia, Malaui, Mozambique, Namibia, Sudáfrica, Suazilandia, Tanzania (Zanzíbar), Zambia, Zimbabue; quizá en el sur de Somalia y sur de la República Democrática del Congo.
Se trata de una especie muy adaptable y que vive en una gran diversidad de hábitats, en altitudes desde el nivel del mar hasta los 1000 m.